# Miller (Mondkrater)
Miller ist ein Einschlagkrater im Süden der Mondvorderseite, südöstlich des Mare Nubium, nordwestlich des Kraters Stöfler und nördlich von Nasireddin, dessen Rand er berührt.
Der Krater ist mäßig erodiert, das Innere weist Terrassierungen und einen Zentralberg auf.
| Buchstabe | Position          | Durchmesser | Link |
| --------- | ----------------- | ----------- | ---- |
| A         | 37,69° S, 1,7° O  | 37 km       |      |
| B         | 37,68° S, 0,83° O | 11 km       |      |
| C         | 38,2° S, 0,44° W  | 35 km       |      |
| D         | 38,05° S, 2,91° O | 5 km        |      |
| E         | 38,93° S, 2,66° O | 7 km        |      |
| K         | 39,94° S, 0,75° O | 5 km        |      |

Der Krater wurde 1935 von der IAU nach dem britischen Astrochemiker William Allen Miller offiziell benannt.